# Nyblom och Kollén
Nyblom o Kollén AB är ett svenskt grossistföretag inom textilbranschen, som beskriver sin inriktning som lantlig tradition. Företagets produkter säljs av ett flertal fackbutiker i Sverige och tolv andra länder.
Företaget grundades 1997 och verkställande direktör är Fredrik Kollén. Huvudkontoret är beläget vid Stora Holms säteri i Göteborg.